# Mary Augusta Mullikin
Mary Augusta Mullikin (Cincinnati, Ohio, 20 de mayo de 1874 - Austin, 11 de febrero de 1964) fue una pintora estadounidense que pasó casi 30 años en China desde 1920 hasta el final de la Segunda Guerra Mundial. Miembro de la Federación Americana de Arte. Coautora con Anna Hotchkis, también pintora, de dos libros de sus viajes por China, ilustrados por ellas mismas, titulados Esculturas budistas de las cuevas de Yun Kang (Librairie française, Peiping, 1935) y Las nueve montañas sagradas de China (Vetch y Lee, Hong Kong, 1973). También hizo varios artículos para la revista National Geographic, acompañados de sus dibujos, incluido "La Gran Muralla de Esculturas de China" en el National Geographic de marzo de 1938 (págs. 313–348) sobre las primeras esculturas budistas en lo que se conocía como Grutas de Yun Kang, y Tài Shan, Montaña Sagrada de Oriente" en junio de 1945. Sus pinturas y dibujos también se expusieron en la Corcoran Gallery en Washington D. C. y en la Academia de Filadelfia, así como en las Brook Street Galleries de Londres y numerosas exposiciones en China.

## Biografía
Mary Mullikin se formó en la Academia de Arte de Cincinnati, seguida de estudios en París con James Whistler en la Académie Carmen y en Londres con Walter Crane.[cita requerida] Desde 1901-1921, fue profesora de arte en el Seminario Lasell para Mujeres Jóvenes (ahora Lasell College) en Newton, Massachusets. En 1920 dejó Boston para hacer una visita de seis meses a su hermana mayor Katherine y al esposo de esta, Edward Kingston Lowry, un comerciante de exportación e importación y administrador de propiedades afiliado a la Misión Metodista, en la casa de los Lowries en Tianjin, China. La estadía de seis meses de Mullikin en Tianjin finalmente se extendió 26 años.

## Viajes en China
Mullikin viajó mucho por China, Corea y Japón durante la década de 1930. Publicó un libro con la Librairie française, una editorial de Pekín, sobre las primeras esculturas budistas. Luego se puso a escribir un libro sobre las montañas sagradas taoístas y budistas y viajó unos 10.000 kilómetros a través de China.
Por problemas de salud, Mullikin no volvió a viajar por China. Se dedicó al cuidado de su hermana Katherine. En julio de 1937 dio comienzo la ocupación japonesa, y Mullikin y los Lowries quedaron atrapados en Tianjin hasta el final de la Segunda Guerra Mundial. Mullikin, que había dejado su casa, sobrevivió quedándose con amigos suizos, pintando cuadros de antepasados chinos a partir de fotografías antiguas y vendiendo propiedades. Finalmente fue repatriada en 1946.
Vendió varias de sus pinturas a miembros de la comunidad internacional que vivían en Tianjin, entre 1920 y el comienzo de la Segunda Guerra Mundial.

## Última etapa de su vida
Mullikin llegó a salvo a casa de sus sobrinos en la Embajada de los Estados Unidos en París, tras su paso por Inglaterra. De ahí regresó con ellos a Estados Unidos. Y en 1947 ellos partieron hacia África, donde el Sr. Taylor fue cónsul general en Nairobi, Kenia, África Oriental. Después de dos años se trasladó de regreso a Washington, por lo que Mullikin, entonces con 75 años, acompañó a sus sobrinos para crear su hogar en Estados Unidos. Su llegada fue narrada por un artículo en the Christian Science Monitor del 29 de agosto de 1949, junto con una foto del personal que cometió el error de deletrear su apellido como “Millikin”.
Hizo un considerable número de pinturas de paisajes en el área de Nairobi y, a pesar de las dificultades para lograr que los nativos posaran, también hizo algunos cuadros figurativos. Estas pinturas parecen haber desaparecido, aunque sabemos que llegaron a Estados Unidos. Sin embargo, por lo que podemos determinar, nunca han aparecido en el mercado. (Su familia todavía tiene la mayoría de esas pinturas). Tenía la costumbre de anotar claramente su nombre completo en la mayoría de los lienzos. Algunos fueron firmados MM con una fecha, principalmente en el intervalo entre el final de la guerra y su partida a Inglaterra, por lo que es poco probable que no sean identificables.
Mullikin murió en Austin, Texas en febrero de 1964 y fue enterrada en Cincinnati.
Tras su muerte, Anna Hotchkis se comprometió a encargarse de la publicación de su libro Las nueve montañas sagradas de China Su editor, Henri Vetch, se había trasladado a Hong Kong durante la guerra y estaba preocupado sobre si publicar libros para la Universidad de Hong Kong. Sin embargo, el libro apareció finalmente bajo su sello en 1973.

## Publicaciones
- “The Buddhist Sculptures at the Yun Kang Caves”, The Studio, vol cviii, no 497, agosto de 1934;
- “An Artists 'Party in China”, The Studio, vol cx, no 512, noviembre de 1935;
- “ China’s Great Wall of Sculpture” (Wu Tai Shan), Revista National Geographic, marzo de 1938;
- “Tai Shan,  Sacred Mountain of the East”, Revista National Geographic, lxxxvii, junio de 1945;
- “Tai Shan, most revered of the Five Sacred Mountains of China”, Illustrated London News, octubre de 1945, 423-425.

Con Anna Hotchkis
- Buddhist Sculptures of the Yun Kang Caves (Henri Vetch, Pekín, 1935)
- The Nine Sacred Mountains of China (Vetch & Lee, Hong Kong, 1973)